# Richard Yates (1860–1936)
Richard Yates, född 12 december 1860 i Jacksonville, Illinois, död 11 april 1936 i Springfield, Illinois, var en amerikansk republikansk politiker. Han var guvernör i delstaten Illinois 1901–1905. Han var son till Richard Yates som var guvernör i samma delstat 1861–1865.
Yates avlade 1880 grundexamen vid Illinois College och 1884 juristexamen vid University of Michigan at Ann Arbor. Yates blev guvernör i Illinois 40 år efter att hans far hade blivit det. Han kandiderade till omval utan framgång och lyckades inte heller med sina guvernörskampanjer 1908 och 1912. Han var ledamot av USA:s representanthus 1919–1933.